# Women's Americas Rugby Trophy 2023
El Women's Americas Rugby Trophy de 2023 fue un torneo de rugby de selecciones femeninas de América.
Fue el primer torneo de rugby femenino disputado en la región sudamericana.

## Equipos participantes
- Brasil
- Colombia
- Estados Unidos XV

## Posiciones
| Pos. | Equipo            | Encuentros | Encuentros | Encuentros | Encuentros | Tantos  | Tantos    | Tantos     | Puntos |
| Pos. | Equipo            | jugados    | ganados    | empatados  | perdidos   | a favor | en contra | diferencia | Puntos |
| ---- | ----------------- | ---------- | ---------- | ---------- | ---------- | ------- | --------- | ---------- | ------ |
| 1    | Estados Unidos XV | 2          | 1          | 1          | 0          | 42      | 39        | +3         | 6      |
| 2    | Colombia          | 2          | 1          | 0          | 1          | 42      | 42        | 0          | 5      |
| 2    | Brasil            | 2          | 0          | 1          | 1          | 30      | 33        | -3         | 3      |

Nota: Se otorgan 4 puntos al equipo que gane un partido, 2 al que empate y 0 al que pierda
Puntos Bonus: 1 punto por marcar 3 tries o más de diferencia que el rival (BO) y 1 al equipo que pierda por no más de 7 tantos de diferencia (BD).

## Resultados
| 3 de junio | Brasil | 15 - 15 | Estados Unidos XV |  |  |

| 7 de junio | Colombia | 24 - 27 | Estados Unidos XV |  |  |

| 11 de junio | Brasil | 15 - 18 | Colombia |  |  |